# هاري هال (لاعب كرة قدم)
هاري هال (بالإنجليزية: Harry Hall)‏ (1 يناير 1889 في المملكة المتحدة - ) هو لاعب كرة قدم بريطاني (وحمل سابقاً جنسية المملكة المتحدة لبريطانيا العظمى وأيرلندا) في مركز مهاجم داخلي. لعب مع نادي ساوثهامبتون.